# Vulcanus smedja
Vulcanus smedja (spanska: La fragua de Vulcano) är en oljemålning av den spanske barockkonstnären Diego Velázquez. Den målades 1630 och ingår i samlingarna på Pradomuseet i Madrid.
Målningarna skildrar en episod ur den grekisk-romerska mytologin som är återgiven av den romerske skalden Ovidius i hans Metamorfoser. Vulcanus (Hefaistos i grekisk namnform) var eldens och smideskonstens gud. Apollon hade blivit vittne till hur Vulcanus hustru Venus hade en kärleksaffär med krigsguden Mars och kom till smedjan för att berätta detta. Apollon framställs i regel med lagerkrans och skinande gloria. Vulcanus och hans medarbetare är grova, seniga män som med förvåning lystrar till Apollons nyheter. I mytologin är medarbetarna cykloper, men i konsten avbildas de i regel som helt vanliga män. 

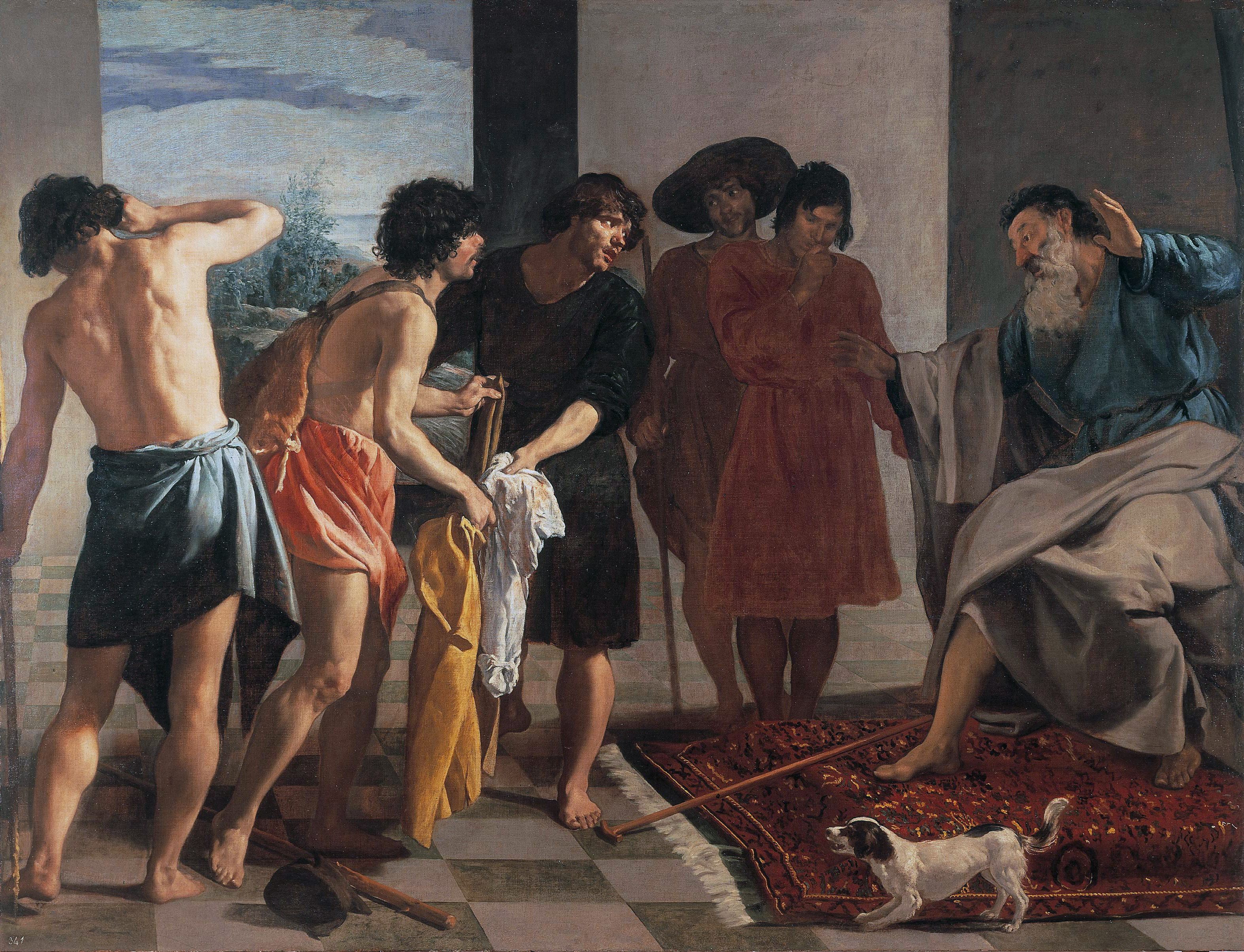
Josefs tunika.

Målningen färdigställdes i Rom dit Velázquez begivit sig på sin första italienska resa 1629–1631. Han målade Vulcanus smedja på eget bevåg, inte på beställning och sålde den 1634 till Filip IV av Spanien för hans nya slott Palacio del Buen Retiro. Samtidigt i Rom målade han Josefs tunika (La túnica de José) som skildrar den gammaltestamentliga berättelsen om hur Josefs bröder på grund av avundsjuka sålde honom som slav och därefter visade hans blodiga tunika för fadern Jakob. Josefs tunika, som har både stilistiska och storleksmässiga likheter med Vulcanus smedja, är utställd på El Escorial utanför Madrid.